# La Vall (Fonollosa)
La Vall és una masia del municipi de Fonollosa (Bages) inclosa en l'Inventari del Patrimoni Arquitectònic de Catalunya.

## Descripció
És una construcció civil: masia de planta basilical, amb les característiques pròpies d'aquest model, coberta a doble vessant amb el carener perpendicular a la façana principal, situada a llevant. En aquesta façana hi han les obertures repartides proporcionalment a partir de l'eix descentrat que forma de porta principal d'accés (d'arc de mig punt adovellat). Tot el conjunt de la masia és arrebossat, llevat de llindes i pedres de les cantonades. Annexos a la masia hi ha els edificis de magatzems, corts, graners, etc.

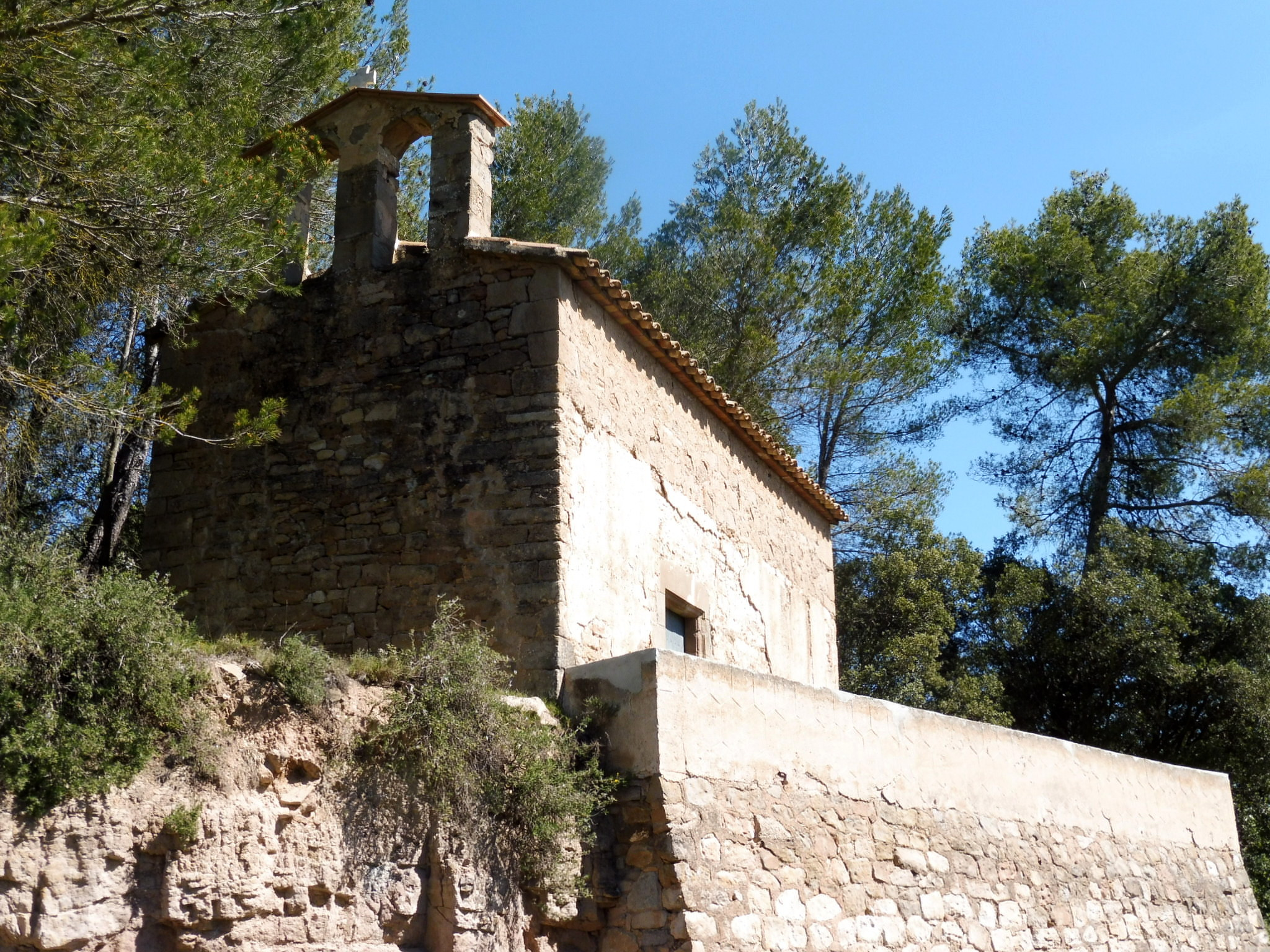
Capella de Santa Justa i Santa Rufina

Molt a prop de la casa, separada avui per la carretera de Manresa a Calaf hi ha la capella familiar, d'una sola nau, amb el presbiteri carrat al mur de migdia, la porta a ponent i el campanar d'espadanya de dos ulls a tramuntana.

## Història
La masia de Cal La Vall és una de les més importants del poble de Fonollosa, pel seu interés arquitectònic com per la seva importància econòmica. Les parts més antigues conservades daten dels segles xv-xvi, i romanen visibles en la façana nord. A la façana principal encara es conserva una llinda en una finestra del primer pis amb la data del 1591.
Va ser eixamplada a la darreria del segle xvii o començament del segle xviii, quan s'hi va afegir un pis. La veïna capella advocada a Santa Justa i Santa Rufina data d'aquest període.